# Dickens (krater)
För andra betydelser, se Dickens (olika betydelser).
Dickens är en nedslagskrater på planeten Merkurius. Dickens är ungefär 77 kilometer i diameter.
1976 namngavs den efter den brittiske författaren Charles Dickens.